# Africo
Africo község (comune) Calabria régiójában, Reggio Calabria megyében.

## Fekvése
Az Aspromonte Nemzeti Park területén fekszik a San Pasquale-folyó völgyében. Határai: Bianco, Bruzzano Zeffirio, Cosoleto, Roghudi, Samo, Sant’Agata del Bianco és Staiti.

## Története
A település elődjét Africo Vecchiót a 9. században alapították Delia lakosai. 1195-ig a reggiói érsek birtoka volt, később nápolyi nemesi családok tulajdonába került. Önállóságát a 19. század elején nyerte el, amikor a Nápolyi Királyságban felszámolták a feudalizmust. Az 1951-es árvizek súlyosan megrongálták épületeit arra késztetve a lakosságot, hogy néhány kilométerrel távolabb Africo Nuovo néven új települést alapítsanak.

## Népessége
A népesség számának alakulása:

## Főbb látnivalói
- San Salvatore-templom
- San Francesco d’Assisi-templom
- San Leo-templom